# Anna Nitschmann
Anna Caritas Nitschmannová (23. října 1714, Kunvald u Fulneka, Morava – 21. května 1760, Herrnhut, Lužice) byla misionářka Moravské církve, básnířka a druhá manželka Mikuláše Ludvíka hraběte Zinzendorfa. Její hrob se nachází v Herrnhutu na čestném místě Božího pole.

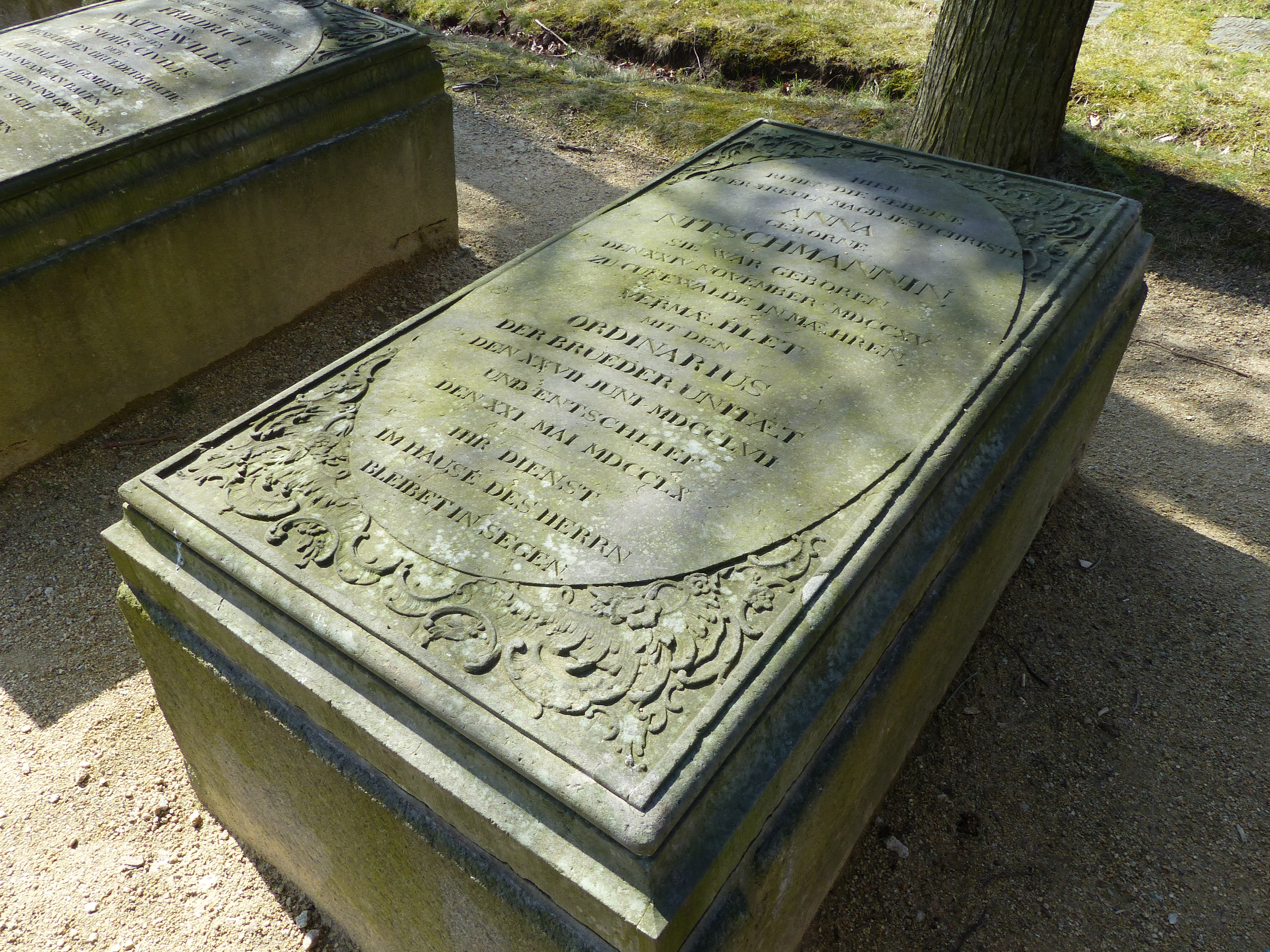